# Bradysia fugaca
Bradysia fugaca är en tvåvingeart som beskrevs av Werner Mohrig och Boris Mamaev 1989. Bradysia fugaca ingår i släktet Bradysia och familjen sorgmyggor. Inga underarter finns listade i Catalogue of Life.